# Belval (Manche)
Belval – miejscowość i gmina we Francji, w regionie Normandia, w departamencie Manche.
Według danych na rok 1990 gminę zamieszkiwały 274 osoby, a gęstość zaludnienia wynosiła 48 osób/km² (wśród 1815 gmin Dolnej Normandii Belval plasuje się na 618. miejscu pod względem liczby ludności, natomiast pod względem powierzchni na miejscu 823.).